# Фільмографія Крістофера Лі
Список фільмів англійського актора Крістофера Лі.
| Рік  |     | Українська назва                            | Оригінальна назва                                 | Роль                                      |
| ---- | --- | ------------------------------------------- | ------------------------------------------------- | ----------------------------------------- |
| 1951 | ф   | Капітан Гораціо Горнблауер                  | Captain Horatio Hornblower R.N.                   | іспанський капітан                        |
| 1951 | ф   | Долина орлів                                | Valley of Eagles                                  | детектив Голт                             |
| 1951 | ф   | Камо грядеши                                | Quo Vadis                                         | водій колісниці (в титрах не зазначений)  |
| 1952 | ф   | Червоний корсар                             | The Crimson Pirate                                | Джозеф (в титрах не зазначений)           |
| 1952 | ф   | Цілком таємно                               | Top Secret                                        | російський агент (в титрах не зазначений) |
| 1952 | ф   | Красуні в Багдаді                           | Babes in Bagdad                                   | торговець рабами                          |
| 1952 | ф   | Мулен Руж                                   | Moulin Rouge                                      | Жорж Сера (в титрах не зазначений)        |
| 1953 | ф   | Невинні в Парижі                            | Innocents in Paris                                | лейтенант Вітлок (в титрах не зазначений) |
| 1955 | ф   | Псевдонім Джон Престон                      | Alias John Preston                                | Джон Престон                              |
| 1956 | ф   | Александр Великий                           | Alexander the Great                               | Нектенаб (в титрах не зазначений)         |
| 1956 | ф   |                                             | Port Afrique                                      | Франц Вермес                              |
| 1956 | ф   | За межами Момбаси                           | Beyond Mombasa                                    | Джил Россі                                |
| 1956 | ф   | Битва біля Ла-Плати                         | The Battle of the River Plate                     | Маноло                                    |
| 1957 | ф   | Нічна засідка                               | Ill Met by Moonlight                              | німецький офіцер                          |
| 1957 | ф   | Фортуна — це жінка                          | Fortune Is a Woman                                | Чарльз Хайбері                            |
| 1957 | ф   | Зрадник                                     | The Traitor                                       | доктор Нойман                             |
| 1957 | ф   | Прокляття Франкенштейна                     | The Curse of Frankenstein                         | монстр Франкенштайна                      |
| 1957 | ф   | Гірка перемога                              | Bitter Victory                                    | сержант Барні                             |
| 1957 | ф   | Правда про жінок                            | The Truth About Women                             | Франсуа Тьєрс                             |
| 1958 | ф   | Повість про два міста                       | A Tale of Two Cities                              | маркіз Сент Евермонд                      |
| 1958 | ф   | Дракула                                     | Dracula                                           | граф Дракула                              |
| 1958 | ф   | Битва за Фау-1                              | Battle of the V-1                                 | Бруннер                                   |
| 1958 | ф   | Коридори крові                              | Corridors of Blood                                | Воскреситель Джо                          |
| 1959 | ф   | Собака Баскервілів                          | The Hound of the Baskervilles                     | сер Генрі                                 |
| 1959 | ф   | Людина, яка обдурила смерть                 | The Man Who Could Cheat Death                     | доктор П'єр Джеррард                      |
| 1959 | ф   | Скарби Сан-Терези                           | The Treasure of San Teresa                        | Джагер                                    |
| 1959 | ф   | Мумія                                       | The Mummy                                         | Мумія / Харіс                             |
| 1959 | ф   | Важкі часи для вампірів                     | Tempi duri per i vampiri                          | барон Родеріко да Франкуртен              |
| 1960 | ф   |                                             | Too Hot to Handle                                 | Новак                                     |
| 1960 | ф   | Два обличчя доктора Джекіла                 | The Two Faces of Dr. Jekyll                       | Пол Аллен                                 |
| 1960 | ф   | Дівчина ритму                               | Beat Girl                                         | Кенні Кінг                                |
| 1960 | ф   | Місто мертвих                               | The City of the Dead                              | Алан Дрісколл                             |
| 1960 | ф   | Руки Орлака                                 | The Hands of Orlac                                | Неро                                      |
| 1961 | ф   | Терор таємного товариства                   | The Terror of the Tongs                           | Чун Кінг                                  |
| 1961 | ф   | Смак страху                                 | Taste of Fear                                     | доктор П'єр Джеррард                      |
| 1961 | ф   | Таємниця жовтих нарцисів                    | Das Geheimnis der gelben Narzissen                | Лінг Чу                                   |
| 1961 | ф   | Подвиги Геракла: Геракл у царстві тіней     | Ercole al centro della Terra                      | король Ліко                               |
| 1962 | ф   | Таємниця червоної орхідеї                   | Das Rätsel der roten Orchidee                     | капітан Аллерман                          |
| 1962 | ф   | Пірати кривавої річки                       | The Pirates of Blood River                        | капітан ЛаРош                             |
| 1962 | ф   |                                             | The Devil's Agent                                 | Барон фон Штауб                           |
| 1962 | ф   | Шерлок Холмс і смертоносне намисто          | Sherlock Holmes und das Halsband des Todes        | Шерлок Холмс                              |
| 1963 | ф   | Катарсис                                    | Sfida al diavolo                                  | Мефістолес                                |
| 1963 | ф   | Нюрнберзька діва                            | La vergine di Norimberga                          | Еріх                                      |
| 1963 | ф   | Батіг і тіло                                | La frusta e il corpo                              | Курт Менліфф                              |
| 1964 | ф   | Прокляття Карнштейнів                       | La cripta e l'incubo                              | граф Людвіг Карнштейн                     |
| 1964 | ф   | Диявольський піратський корабель            | The Devil-Ship Pirates                            | капітан Робелес                           |
| 1964 | ф   | Замок живих мерців                          | Il castello dei morti vivi                        | граф Драго                                |
| 1964 | ф   | Горгона                                     | The Gorgon                                        | професор Карл Мейстер                     |
| 1965 | ф   | Будинок жахів доктора Терора                | Dr. Terror's House of Horrors                     | Франклін Марш                             |
| 1965 | ф   | Вона                                        | She                                               | Біллалі                                   |
| 1965 | ф   | Обличчя Фу Манчу                            | The Face of Fu Manchu                             | Фу Манчу                                  |
| 1965 | ф   | Череп                                       | The Skull                                         | сер Метью Філліпс                         |
| 1966 | ф   | Дракула: Князь пітьми                       | Dracula: Prince of Darkness                       | граф Дракула                              |
| 1966 | ф   | Распутін: Божевільний чернець               | Rasputin, the Mad Monk                            | Григорій Распутін                         |
| 1966 | ф   | Цирк страху                                 | Circus of Fear                                    | Грегор                                    |
| 1966 | ф   | Наречені Фу Манчу                           | The Brides of Fu Manchu                           | Фу Манчу                                  |
| 1967 | ф   | П'ять золотих драконів                      | Five Golden Dragons                               | Дракон 4                                  |
| 1967 | ф   | Помста Фу Манчу                             | The Vengeance of Fu Manchu                        | Фу Манчу                                  |
| 1967 | ф   | Ніч великої спеки                           | Night of the Big Heat                             | доктор Хенсон                             |
| 1967 | ф   | Театр смерті                                | Theatre of Death                                  | Філіп Дарвас                              |
| 1967 | ф   | Зміїна яма і маятник                        | Die Schlangengrube und das Pendel                 | граф Фредерік Регула / граф Андомай       |
| 1968 | ф   | Вихід диявола                               | The Devil Rides Out                               | Дюк Де Річлоу                             |
| 1968 | ф   | Кров Фу Манчу                               | The Blood of Fu Manchu                            | Фу Манчу                                  |
| 1968 | ф   | Дракула повстав з могили                    | Dracula Has Risen from the Grave                  | граф Дракула                              |
| 1968 | ф   | Прокляття темно-червоного вівтаря           | Curse of the Crimson Altar                        | Морлі                                     |
| 1969 | ф   | Замок Фу Манчу                              | The Castle of Fu Manchu                           | Фу Манчу                                  |
| 1969 | ф   | Довгастий ящик                              | The Oblong Box                                    | доктар Ньюарт                             |
| 1969 | ф   | Чарівний християнин                         | The Magic Christian                               | вампір                                    |
| 1970 | ф   | Крик і знову крик                           | Scream and Scream Again                           | Фремонт                                   |
| 1970 | ф   | Юджені                                      | Eugenie                                           | Дольманс                                  |
| 1970 | ф   | Кривавий суддя                              | Il trono di fuoco                                 | суддя Джеффріс                            |
| 1970 | ф   | Граф Дракула                                | Nachts, wenn Dracula erwacht                      | граф Дракула                              |
| 1970 | ф   | Смак крові Дракули                          | Taste the Blood of Dracula                        | граф Дракула                              |
| 1970 | ф   | Юлій Цезар                                  | Julius Caesar                                     | Артемидорій                               |
| 1970 | ф   | Приватне життя Шерлока Холмса               | The Private Life of Sherlock Holmes               | Майкрофт Холмс                            |
| 1970 | ф   | Шрами Дракули                               | Scars of Dracula                                  | граф Дракула                              |
| 1971 | ф   | Будинок, де стікає кров                     | The House That Dripped Blood                      | Джон Рід                                  |
| 1971 | док | Невідзнята плівка, вампір                   | Cuadecuc, vampir                                  | граф Дракула                              |
| 1971 | ф   | Я, монстр                                   | I, Monster                                        | доктор Чарльз Марлоу / Едвард Блейк       |
| 1971 | ф   | Ганні Колдер                                | Hannie Caulder                                    | Бейлі                                     |
| 1972 | ф   | Дракула, рік 1972                           | Dracula A.D. 1972                                 | граф Дракула                              |
| 1972 | ф   | Поїзд жахів                                 | Horror Express                                    | сер Александр Сакстон                     |
| 1972 | ф   | Лінія смерті                                | Death Line                                        | Страттон-Вільє                            |
| 1973 | ф   | Тільки ніч                                  | Nothing But the Night                             | полковник Чарльз Бінгхем                  |
| 1973 | ф   | Повзуча плоть                               | The Creeping Flesh                                | Джеймс Хілдрен                            |
| 1973 | ф   | Сатанинські обряди Дракули                  | The Satanic Rites of Dracula                      | граф Дракула                              |
| 1973 | ф   | Плетена людина                              | The Wicker Man                                    | лорд Саммерайл                            |
| 1973 | ф   | Три мушкетери                               | The Three Musketeers                              | Рошфор                                    |
| 1974 | ф   | Темні місця                                 | Dark Places                                       | доктор Ян Мандевіль                       |
| 1974 | ф   | Чотири мушкетери                            | The Four Musketeers                               | Рошфор                                    |
| 1974 | ф   | Чоловік із золотим пістолетом               | The Man with the Golden Gun                       | Франціско Скараманга                      |
| 1975 | ф   | Діагноз: Вбивство                           | Diagnosis: Murder                                 | доктор Стівен Гейворд                     |
| 1976 | ф   | Загін вбивць                                | Killer Force                                      | майор Чілтон                              |
| 1976 | ф   | Дочка Сатани                                | To the Devil a Daughter                           | Отець Майкл                               |
| 1976 | ф   | Альбіно                                     | Albino                                            | Білл                                      |
| 1976 | ф   | Дракула — батько і син                      | Dracula père et fils                              | Дракула                                   |
| 1976 | ф   | Хранитель                                   | The Keeper                                        | Хранитель                                 |
| 1977 | ф   | Аеропорт 77                                 | Airport '77                                       | Мартін Воллес                             |
| 1977 | ф   | Сила зла                                    | Meatcleaver Massacre                              | оповідач                                  |
| 1977 | ф   | Кінець світу                                | End of the World                                  | Отець Пергадо / Зіндар                    |
| 1977 | ф   | Вторгнення зоряних кораблів                 | Starship Invasions                                | капітан Рамсес                            |
| 1978 | ф   | Мовчазна Флейта                             | Circle of Iron                                    | Зетан                                     |
| 1978 | ф   | Повернення з Відьминої гори                 | Return from Witch Mountain                        | доктор Віктор Геннон                      |
| 1978 | ф   | Каравани                                    | Caravans                                          | Сардар Хан                                |
| 1979 | ф   | Перехід                                     | The Passage                                       | старий циган                              |
| 1979 | ф   | Арабські пригоди                            | Arabian Adventure                                 | халіф Альказар                            |
| 1979 | ф   | Ягуар живий!                                | Jaguar Lives!                                     | Адам Кейн                                 |
| 1979 | ф   | Острів Ведмежий                             | Bear Island                                       | Лечинські                                 |
| 1979 | тф  | Капітан Америка 2                           | Captain America II: Death Too Soon                | Мігель                                    |
| 1979 | ф   | 1941                                        | 1941                                              | капітан Вольфганг фон Клейшмідт           |
| 1980 | ф   |                                             | Serial                                            | Лакман                                    |
| 1981 | ф   | Око за око                                  | An Eye for an Eye                                 | Морган Кенфілд                            |
| 1981 | тф  | Очікування «Голіафа»                        | Goliath Awaits                                    | Джон Маккензі                             |
| 1981 | ф   | Безнадійний випадок                         | Desperate Moves                                   | доктор Карл Боксер                        |
| 1981 | ф   | Саламандра                                  | The Salamander                                    | принц Балдасар                            |
| 1982 | ф   | Сафарі 3000                                 | Safari 3000                                       | граф Борджіа                              |
| 1982 | тф  | Массараті і мозок                           | Massarati and the Brain                           | Віктор Леопольд                           |
| 1982 | тф  | Чарльз і Діана: Королівська історія кохання | Charles & Diana: A Royal Love Story               | принц Філіп                               |
| 1982 | мф  | Останній єдиноріг                           | The Last Unicorn                                  | король Хаггард (голос)                    |
| 1983 | ф   | Будинок довгих тіней                        | House of the Long Shadows                         | Корріган                                  |
| 1983 | ф   | Повернення капітана Непереможного           | The Return of Captain Invincible                  | містер Міднайт                            |
| 1984 | ф   | Готель «Нікому не скажу»                    | The Rosebud Beach Hotel                           | містер Кліффорд Кінг                      |
| 1985 | ф   | Виття 2                                     | Howling II: Stirba - Werewolf Bitch               | Стефан Кроско                             |
| 1985 | ф   | Маска вбивства                              | Mask of Murder                                    | Джонатан Річ                              |
| 1986 | ф   |                                             | Jocks                                             | президент Вайт                            |
| 1987 | ф   |                                             | The Girl                                          | Пітер Сторм                               |
| 1987 | ф   | Міо, мій Міо                                | Mio, moy Mio                                      | Като                                      |
| 1988 | ф   | Таємна місія                                | Dark Mission: Flowers of Evil                     | Луїс Морель Стюарт                        |
| 1989 | ф   | Повернення мушкетерів                       | The Return of the Musketeers                      | Рошфор                                    |
| 1989 | ф   | Повержені                                   | La chute des aigles                               | Вальтер Штраус                            |
| 1989 | в   | Божевільний медовий місяць                  | Honeymoon Academy                                 | Лазос                                     |
| 1989 | тф  | Навколо світу за 80 днів                    | Around the World in 80 Days                       | Стюарт                                    |
| 1990 | ф   |                                             | L'avaro                                           | кардинал Спінозі                          |
| 1990 | ф   | Гремліни 2                                  | Gremlins 2: The New Batch                         | доктор Катетер                            |
| 1990 | ф   | Викрадач веселки                            | The Rainbow Thief                                 | дядько Рудольф                            |
| 1990 | тф  | Острів скарбів                              | Treasure Island                                   | Сліпий П'ю                                |
| 1991 | тф  | Шерлок Холмс і зірка оперети                | Sherlock Holmes and the Leading Lady              | Шерлок Холмс                              |
| 1991 | ф   | Подорож честі                               | Kabuto                                            | король Філіп                              |
| 1991 | ф   | Прокляття 3: Криваве жертвоприношення       | Curse III: Blood Sacrifice                        | доктор Пірсон                             |
| 1992 | ф   | Джекпот                                     | Jackpot                                           | Седрік                                    |
| 1992 | тф  | Шерлок Холмс: Подія біля водоспаду Вікторія | Incident at Victoria Falls                        | Шерлок Холмс                              |
| 1993 | тф  | Поїзд смерті                                | Death Train                                       | генерал Костянтин Бенін                   |
| 1994 | ф   | Жартівник                                   | Funny Man                                         | Каллум Ченс                               |
| 1994 | ф   | Поліцейська академія 7: Місія в Москві      | Police Academy: Mission to Moscow                 | Олександр Раков                           |
| 1994 | ф   | Опівнічний бенкет                           | A Feast at Midnight                               | Раптор                                    |
| 1995 | тф  | Пророк Мойсей: Вождь-визволитель            | Moses                                             | Рамсес II                                 |
| 1996 | тф  | Алізея і прекрасний принц                   | Sorellina e il principe del sogno                 | Азарет                                    |
| 1996 | ф   | Сімейка придурків                           | The Stupids                                       | Злий Відправник                           |
| 1996 | кф  |                                             | Welcome to the Discworld                          | Смерть                                    |
| 1997 | тф  | Одіссея                                     | The Odyssey                                       | Тіресій                                   |
| 1998 | ф   | Мумія: Принц Єгипту                         | Tale of the Mummy                                 | сер Річард Таркел                         |
| 1998 | ф   | Джинна                                      | Jinnah                                            | Мухаммед Алі Джинна                       |
| 1999 | ф   | Сонна лощина                                | Sleepy Hollow                                     | бургомістр                                |
| 2000 | тф  | Постання світу                              | In the Beginning                                  | Рамсес I                                  |
| 2001 | ф   | Володар перснів: Хранителі Персня           | The Lord of the Rings: The Fellowship of the Ring | Саруман                                   |
| 2002 | ф   | Зоряні війни. Епізод II. Атака клонів       | Star Wars Episode II: Attack of the Clones        | Граф Дуку / Дарт Тіранус                  |
| 2002 | ф   | Володар перснів: Дві вежі                   | The Lord of the Rings: The Two Towers             | Саруман                                   |
| 2003 | ф   | Володар перснів: Повернення короля          | The Lord of the Rings: The Return of the King     | Саруман                                   |
| 2004 | ф   | Багряні ріки 2                              | Crimson Rivers II: Angels of the Apocalypse       | Генріх фон Гартен                         |
| 2005 | ф   | Зоряні війни. Епізод III: Помста ситхів     | Star Wars Episode III: Revenge of the Sith        | Граф Дуку                                 |
| 2005 | ф   | Чарлі і шоколадна фабрика                   | Charlie and the Chocolate Factory                 | доктор Вонка                              |
| 2005 | ф   | Малюк Боббі                                 | Greyfriars Bobby                                  | Лорд-мер                                  |
| 2005 | мф  | Труп нареченої                              | Corpse Bride                                      | Пастор Галсвелл (голос)                   |
| 2007 | ф   | Золотий компас                              | His Dark Materials: The Golden Compass            | Перший Верховний Радник                   |
| 2008 | мф  | Зоряні війни. Війни клонів                  | Star Wars: The Clone Wars                         | Граф Дуку (голос)                         |
| 2008 | тф  | Колір магії Террі Претчетта                 | Terry Pratchett's The Colour of Magic             | Смерть                                    |
| 2009 | ф   |                                             | Boogie Woogie                                     | Альфред Рейнгольд                         |
| 2009 | ф   |                                             | The Heavy                                         | містер Мейсон                             |
| 2009 | ф   |                                             | Glorious 39                                       | Волтер                                    |
| 2009 | ф   | Сортування                                  | Triage                                            | Хоакін Моралес                            |
| 2010 | ф   | Аліса в Країні Чудес                        | Alice in Wonderland                               | Курзу-Верзу (голос)                       |
| 2010 | ф   | Берк і Хейр                                 | Burke & Hare                                      | Джозеф                                    |
| 2011 | ф   | Час відьом                                  | Season of the Witch                               | кардинал Д'Амбруаз                        |
| 2011 | ф   | Хранитель часу                              | Hugo                                              | мосьє Лабісс                              |
| 2012 | ф   | Похмурі тіні                                | Dark Shadows                                      | Клерні                                    |
| 2012 | ф   | Хоббіт: Несподівана подорож                 | The Hobbit: An Unexpected Journey                 | Саруман                                   |
| 2013 | ф   | Нічний потяг до Лісабона                    | Night Train to Lisbon                             | отець Бартоломеу                          |
| 2013 | ф   | Дівчина з Нагасакі                          | The Girl from Nagasaki                            | офіцер Пінкертон                          |
| 2014 | ф   | Хоббіт: Битва п'яти воїнств                 | The Hobbit: The Battle of the Five Armies         | Саруман                                   |